# Іклода
Іклода (рум. Icloda) — село у повіті Тіміш в Румунії. Входить до складу комуни Сакошу-Турческ.
Село розташоване на відстані 393 км на захід від Бухареста, 17 км на південний схід від Тімішоари.

## Населення
За даними перепису населення 2002 року у селі проживали 290 осіб. Рідною мовою 284 особи (97,9%) назвали румунську.
Національний склад населення села:
| Національність | Кількість осіб | Відсоток |
| -------------- | -------------- | -------- |
| румуни         | 276            | 95,2%    |
| цигани         | 12             | 4,1%     |